# FC Hedera Millen
FC Hedera Millen was een Belgische voetbalclub uit Millen. De club was aangesloten bij de KBVB met stamnummer 5708. De club speelde een paar seizoenen in de nationale reeksen, alvorens op te gaan in KSK Tongeren in 2006.

## Geschiedenis
De club werd opgericht in 1953 in Herderen als Football Club Herderen. In 1957 werd de naam gewijzigd in FC Hedra Herderen. Herderen trad aan in de provinciale reeksen, waar men de volgende halve eeuw bleef spelen.
Na een titel in Tweede Provinciale steeg de club in 1996 naar Eerste Provinciale. In 1999 zakte de club weer naar Tweede Provinciale en men besloot in 2000 samen te gaan met Millen VV, uit het naburige Millen. Millen VV was in 1938 bij de Belgische Voetbalbond aangesloten met stamnummer 2617 en speelde op dat moment in dezelfde provinciale reeks als Herderen. De fusieclub werd FC Hedera Millen genoemd en speelde verder met stamnummer 5708.
Meteen won Hedera Millen in 2001 zijn reeks in Tweede Provinciale en promoveerde naar Eerste Provinciale. Daar bleef men het goed doen. De club werd er in het eerste seizoen meteen tweede, haalde een plaats in de eindronde, maar daar kende men geen succes. Een seizoen later was het wel raak. Hedera Millen werd kampioen en stootte zo in 2003 voor het eerst door naar de nationale reeksen.
Ook daar ging de club in Vierde Klasse verder op dat elan en eindigde er het eerste seizoen op een tweede plaats. Hedera Millen mocht naar de eindronde, maar daar was Londerzeel SK te sterk. Ook het volgende seizoen (2004/05) streed men mee voor de titel. Hedera Millen eindigde het seizoen op een gedeelde eerste plaats met KESK Leopoldsburg. Een testwedstrijd op het veld van KVV Verbroedering Maasmechelen moest beslissen wie kampioen werd. Millen verloor de wedstrijd na strafschoppen en greep zo naast de titel. Men mocht nog naar de eindronde, maar daarin werd verloren van RRFC Montegnée.
Het derde seizoen in Vierde Klasse verliep minder succesvol dan de vorige. Millen eindigde in 2006 immers als voorlaatste, op een degradatieplaats. Uiteindelijk besloot men in 2006 samen te gaan met KSK Tongeren. Tongeren was bij de voetbalbond aangesloten met stamnummer 54 en speelde op dat moment in Derde Klasse. Men speelde verder onder dit stamnummer en stamnummer 5708 van Hedera Millen verdween definitief.
Niet iedereen kon hier vrede mee nemen en al gauw werd een nieuwe club, FC Herderen, opgericht. Die club sloot zich aan bij de Belgische Voetbalbond met stamnummer 9494 en ging van start in de laagste provinciale reeksen.